# 科克號驅逐艦 (DD-170)
科克號驅逐艦（舷號DD-170），轉交英國皇家海軍後更名為漢密爾頓號，是一艘美國海軍建造的驅逐艦，為維克斯級驅逐艦的96號艦。她是美軍第一艘以科克為名的軍艦，以紀念第一次世界大戰時期於雅各·瓊斯號驅逐艦 (DD-61)拯救同僚而虛脫致死的海軍軍官史丹頓·科克（Stanton Frederick Kalk）。
科克號在1917年於霍河造船廠開始建造，在1918年下水，於1919年服役，其時第一次世界大戰已經結束。稍後科克號被派往大西洋及北歐海域執勤，進行人道救援任務，於1922年退役封存。第二次世界大戰爆發後，科克號在1940年重新服役，並在同年按租借法案轉交英國，更名為漢密爾頓。此後漢密爾頓號主要用作護航商船。1941年漢密爾頓號轉交皇家加拿大海軍，一直用作運輸艦。戰後漢密爾頓號出售拆解，但在拖行期間意外沉沒。